# Rovuma
Rovuma o Ruvuma és un riu d'Àfrica oriental que delimita la frontera entre la part continental de Tanzània i Moçambique. Mesura uns 800 km amb una conca de 155.500 km². Desguassa una mitjana de 475 metres cúbics per segon.
Es forma per dos rius 'importància similar que s'uneixen: el Lujenda, procedent del sud-est i el Rovuma que ve de l'oest. Les fonts són en un altiplà a l'est del llac Niassa a 87 km de la costa. Primer corre a l'oest i després gira al sud i a l'est.
El riu desaigua a l'oceà Índic a uns 35 km al nord del cap Delgado.
Els seus afluents són:
- Afluents del nord (Tanzània): 
  - Lukimva
  - Muhuwesi
  - Lumesule
- Afluents del sud (Moçambic): 
  - Messinge
  - Lucheringo
  - Lussanhando
  - Chiulezi

Un pont per unir els dos països a través del riu s'estava construint el 2007.